# Wzmacniacz mechaniczny
Wzmacniacz mechaniczny lub mechaniczny element wzmacniający jest mechanizmem łączącym, który wzmacnia wielkość wielkości mechanicznych takich jak siła, przemieszczenie, prędkość, przyspieszenie i moment obrotowy w układach liniowych i obrotowych. W niektórych zastosowaniach wzmocnienie mechaniczne wywołane przez naturę lub niezamierzone niedopatrzenia w konstrukcjach stworzonych przez człowieka może mieć katastrofalne skutki. Odpowiednio zastosowane może pomóc w powiększeniu małych sygnałów mechanicznych do praktycznych zastosowań.
Z żadnego wzmacniacza mechanicznego nie można wytworzyć dodatkowej energii z powodu zasady zachowania energii. Twierdzenie, że zastosowanie wzmacniaczy mechanicznych pozwoli stworzyć perpetuum mobile jest fałszywe, co wynika z braku zrozumienia mechanizmu działania.

## Ogólne wzmacniacze mechaniczne
Wzmacniacze, w najbardziej ogólnym sensie, są elementami pośrednimi, które zwiększają wielkość sygnału. Należą do nich wzmacniacze mechaniczne, elektryczne/elektroniczne, hydrauliczne/płynne, pneumatyczne, optyczne i kwantowe. Celem zastosowania wzmacniacza mechanicznego jest zazwyczaj powiększenie sygnału mechanicznego doprowadzanego do danego przetwornika, jak np. przekładni w generatorach, lub wzmocnienie sygnału mechanicznego wychodzącego z danego przetwornika, jak np. membrany w głośnikach i gramofonach..
Wzmacniacze elektryczne zwiększają moc sygnału za pomocą energii dostarczonej z zewnętrznego źródła. Nie jest tak w przypadku większości urządzeń określanych jako wzmacniacze mechaniczne; cała energia pochodzi z oryginalnego sygnału i nie dochodzi do wzmocnienia mocy. Na przykład dźwignia może wzmacniać przemieszczenie sygnału, ale siła jest proporcjonalnie zmniejszona. Takie urządzenia są bardziej poprawnie opisane jako transformatory, przynajmniej w kontekście analogii mechaniczno-elektrycznych.
Przetworniki są urządzeniami, które przekształcają energię z jednej formy na inną, np. z mechanicznej na elektryczną lub odwrotnie; a wzmacniacze mechaniczne są stosowane w celu poprawy efektywności tego przekształcenia energii ze źródeł mechanicznych. Wzmacniacze mechaniczne mogą być szeroko sklasyfikowane jako wzmacniacze rezonujące/oscylujące (takie jak membrany) lub wzmacniacze nierezonujące/oscylujące (takie jak przekładnie).

## Wzmacniacze rezonansowe

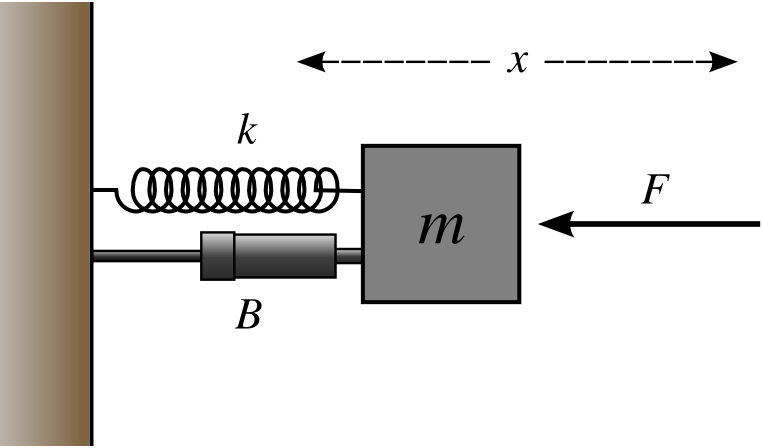
Ogólny model tłumika masowo-sprężynowego drugiego rzędu.

Każde ciało mechaniczne, które nie jest nieskończenie sztywne (nieskończone tłumienie), może wykazywać drgania po poddaniu go zewnętrznemu wymuszeniu. Większość elementów drgających może być reprezentowana przez układ masa-sprężyna-tłumik drugiego rzędu rządzony następującym równaniem różniczkowym drugiego rzędu.
{\displaystyle m{\ddot {x}}+c{\dot {x}}+kx=F(t),}
gdzie:
{\displaystyle x} – przemieszczenie,
{\displaystyle m} – masa,
{\displaystyle c} – współczynnik tłumienia,
{\displaystyle k} – stała sprężystości siły przywracającej,
{\displaystyle F(t)} – wymuszenie zewnętrzne w funkcji czasu.
„Wzmacniacz mechaniczny to w zasadzie rezonator mechaniczny, który rezonuje przy częstotliwości roboczej i powiększa amplitudę drgań przetwornika w miejscu anty-węzłowym”.
Rezonans to zjawisko fizyczne, w którym amplituda oscylacji (wyjście) wykazuje narastanie w czasie, gdy częstotliwość wymuszenia zewnętrznego (wejście) znajduje się w pobliżu częstotliwości rezonansowej. Uzyskana w ten sposób wielkość wyjściowa jest na ogół większa od wejściowej pod względem przemieszczenia, prędkości lub przyspieszenia. Chociaż częstotliwość rezonansowa jest zwykle używana synonimicznie z częstotliwością drgań własnych, w rzeczywistości istnieje pewne rozróżnienie. Podczas gdy rezonans można osiągnąć przy częstotliwości drgań własnych, można go również osiągnąć przy kilku innych trybach, takich jak tryby zginania. Dlatego też termin częstotliwość rezonansowa obejmuje wszystkie pasma częstotliwości, w których można osiągnąć pewne formy rezonansu; dotyczy to również częstotliwości drgań własnych.

### Rezonatory bezpośrednie

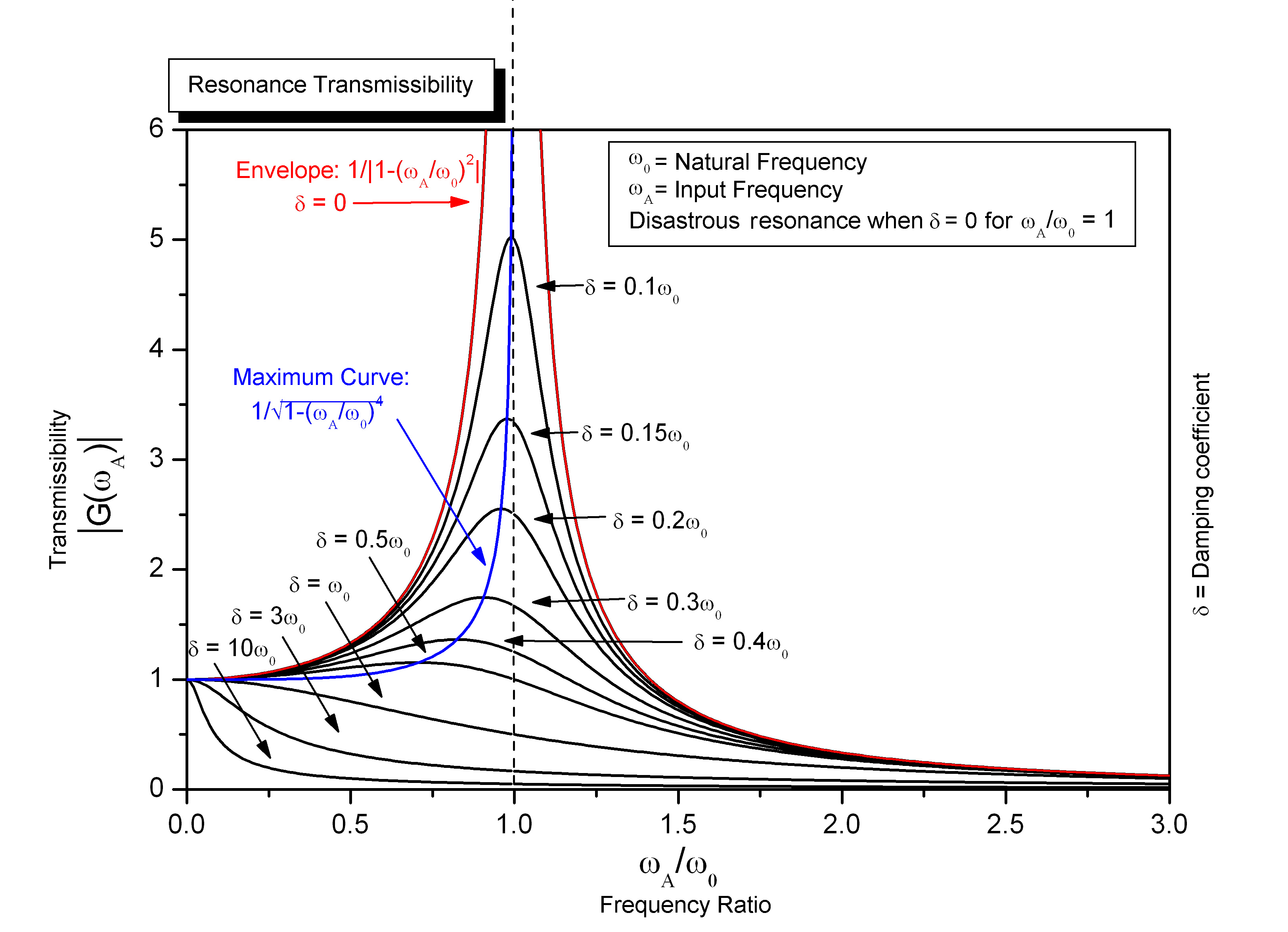
Podstawowy tryb rezonansu mechanicznego układu oscylacyjnego w zmiennych warunkach tłumienia.

Wszystkie mechaniczne układy drgające posiadają częstotliwość drgań własnych fn, która w najbardziej podstawowej formie przedstawia się następująco:
{\displaystyle f_{n}={\frac {1}{2\pi }}{\sqrt {\frac {k}{m}}}.}
Gdy zewnętrzne wymuszenie jest przyłożone bezpośrednio (równolegle do płaszczyzny przemieszczenia oscylacyjnego) do układu w okolicach częstotliwości jego częstotliwości drgań własnych, wówczas można uzyskać podstawowy tryb rezonansu. Amplituda oscylacji poza tym obszarem częstotliwości jest zwykle mniejsza od piku rezonansowego i amplitudy wejściowej. Amplituda piku rezonansowego i szerokość pasma rezonansu zależy od warunków tłumienia i jest określana ilościowo przez bezwymiarową wielkość Q dobroć. Wyższe tryby rezonansowe oraz tryby rezonansowe w różnych płaszczyznach (poprzecznej, bocznej, obrotowej i zginania) są zwykle wyzwalane przy wyższych częstotliwościach. Konkretne sąsiedztwo częstotliwościowe tych trybów zależy od charakteru i warunków brzegowych każdego układu mechanicznego. Dodatkowo, przy odpowiednich warunkach brzegowych mogą być wzbudzone również podharmoniczne, superharmoniczne lub subsuperharmoniczne składowe każdego z trybów.
„Jako model detektora zauważamy, że jeśli zawiesimy masę na sprężynie, a następnie poruszymy górnym końcem sprężyny w górę i w dół, amplituda masy będzie znacznie większa niż amplituda napędu, jeśli znajdujemy się na częstotliwości rezonansowej zespołu masy i sprężyny. Jest to w zasadzie wzmacniacz mechaniczny i służy jako dobry kandydat na czuły detektor.”

### Rezonatory parametryczne
ezonans parametryczny jest zjawiskiem fizycznym, w którym zewnętrzne pobudzenie, o określonej częstotliwości, zwykle normalne do płaszczyzny przemieszczenia, wprowadza okresową modulację jednego z parametrów układu, powodując narastanie amplitudy oscylacyjnej. Jest ono regulowane równaniem Mathieu. Poniżej przedstawiono tłumione równanie Mathieu
{\displaystyle {\ddot {x}}+c{\dot {x}}+[\delta -2\varepsilon \cos {2t}]x=0,}
gdzie:
{\displaystyle \delta } – kwadrat częstotliwości drgań własnych,
{\displaystyle \varepsilon } – amplituda wzbudzenia parametrycznego.

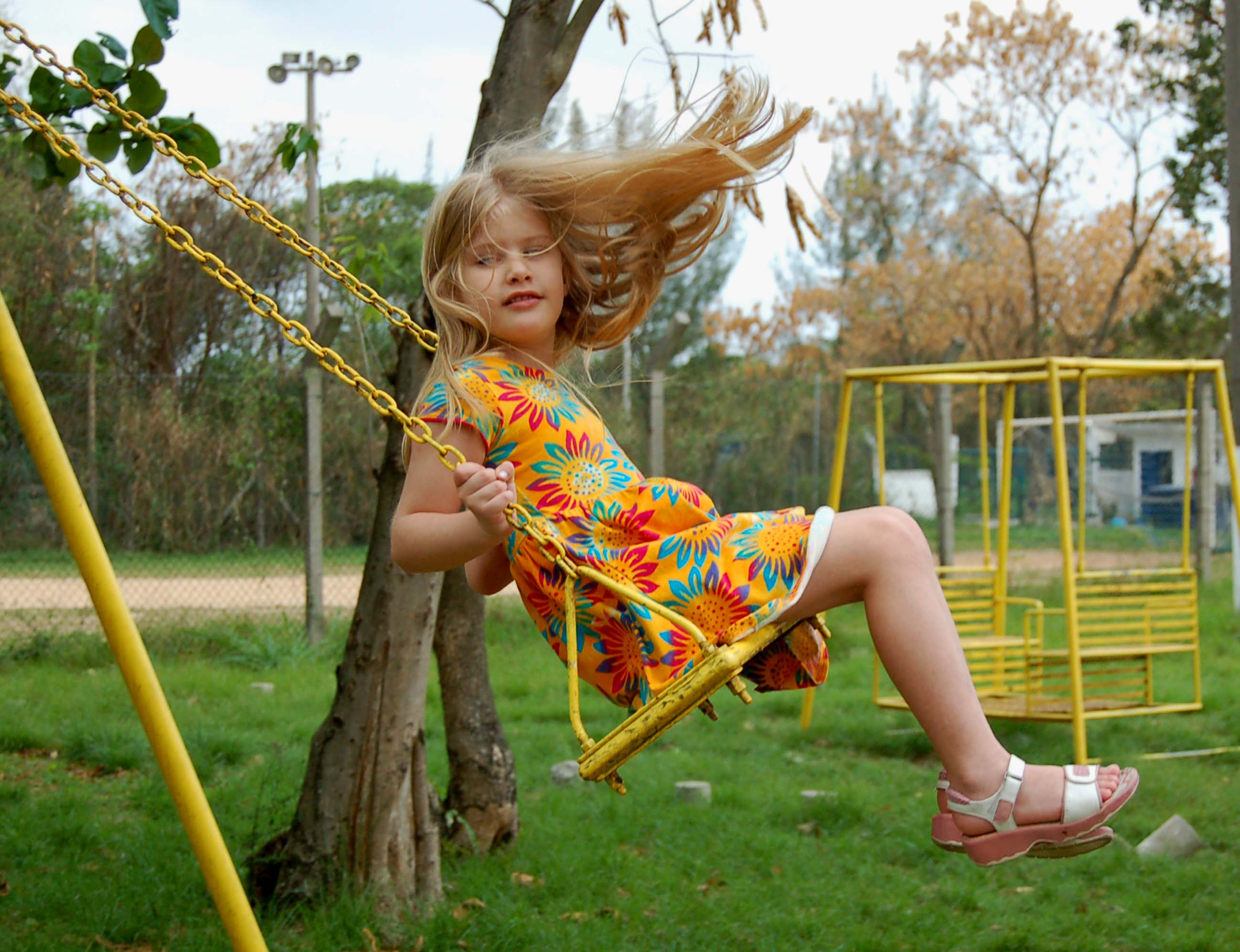
Huśtawka jest zasadniczo wahadłem, które można wprowadzić w rezonans bezpośredni lub parametryczny, w zależności od natury wzbudzenia i warunków brzegowych.

Rezonans parametryczny pierwszego rzędu lub główny rezonans parametryczny jest osiągany, gdy częstotliwość napędzania/wzbudzania jest dwa razy większa od częstotliwości drgań własnych danego układu. Wyższe rzędy rezonansu parametrycznego są obserwowane przy lub przy podwielokrotności częstotliwości drgań własnych. W przypadku rezonansu bezpośredniego częstotliwość odpowiedzi zawsze pokrywa się z częstotliwością wzbudzenia. Natomiast niezależnie od tego, który rząd rezonansu parametrycznego jest aktywowany, częstotliwość odpowiedzi rezonansu parametrycznego jest zawsze w pobliżu częstotliwości drgań własnych. Rezonans parametryczny ma zdolność do wykazywania większego wzmocnienia mechanicznego niż rezonans bezpośredni, gdy działa w korzystnych warunkach, ale zwykle ma dłuższy stan narastania/przejściowy.
„Rezonator parametryczny zapewnia bardzo użyteczny instrument, który został opracowany przez wielu badaczy, częściowo dlatego, że rezonator parametryczny może służyć jako wzmacniacz mechaniczny, w wąskim paśmie częstotliwości.”

#### Analogia huśtawki
Rezonans bezpośredni można porównać do popychania dziecka na huśtawce. Jeśli częstotliwość pchania (wymuszenia zewnętrznego) zgadza się z częstotliwością naturalną układu dziecko-huśtawka, to można osiągnąć rezonans bezpośredni. Z kolei rezonans parametryczny polega na tym, że dziecko przesuwa z czasem własny ciężar (częstotliwość dwukrotnie większa od częstotliwości naturalnej) i buduje amplitudę oscylacyjną huśtawki bez niczyjej pomocy w popychaniu. Innymi słowy, następuje wewnętrzny transfer energii (zamiast zwykłego rozpraszania całej dostępnej energii), ponieważ parametr systemu (waga dziecka) moduluje i zmienia się w czasie.

### Inne rezonatory/oscylatory
Istnieją inne sposoby wzmacniania sygnału, mające zastosowanie zarówno w dziedzinie mechanicznej, jak i elektrycznej. Należą do nich teoria chaosu, rezonans stochastyczny i wiele innych zjawisk nieliniowych lub wibracyjnych. Nie powstaje żadna nowa energia. Jednak poprzez mechaniczne wzmocnienie, więcej dostępnego spektrum mocy może być wykorzystane z bardziej optymalną wydajnością, a nie rozproszone.

## Wzmacniacze nierezonujące
Dźwignie i przekładnie to klasyczne narzędzia stosowane do uzyskania przewagi mechanicznej MA, która jest miarą wzmocnienia mechanicznego.

### Dźwignia

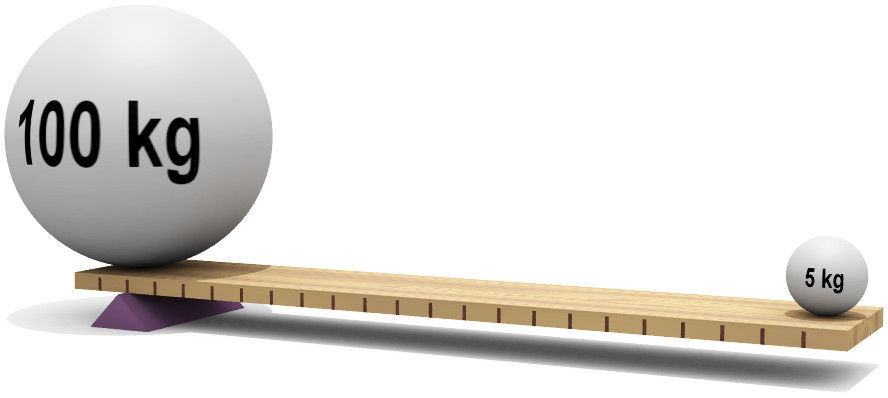
Dźwignia może wzmacniać przemieszczenie lub siłę.

Dźwignia może być użyta do zmiany wielkości danego sygnału mechanicznego, takiego jak siła lub przemieszczenie. Dźwignie są szeroko stosowane jako wzmacniacze mechaniczne w siłownikach i generatorach.
Jest to mechanizm, który zazwyczaj składa się ze sztywnej belki/dźwigni zamocowanej wokół punktu obrotu. Dźwignie są w równowadze, gdy występuje równość momentu lub momentu obrotowego wokół osi obrotu. Istnieją trzy główne klasyfikacje, w zależności od położenia punktu obrotu, sił wejściowych i wyjściowych. Podstawową zasadą mechanizmu dźwigniowego jest następujący stosunek, pochodzący od Archimedesa.
{\displaystyle {\frac {F_{B}}{F_{A}}}={\frac {a}{b}},}
gdzie:
{\displaystyle F_{A}} jest siłą działającą na punkt A na sztywnej belce dźwigni,
{\displaystyle F_{B}} jest siłą działającą na punkt B na sztywnej belce dźwigni,
{\displaystyle a} i {\displaystyle b} są odpowiednimi odległościami od punktów A i B do punktu obrotu.
Jeżeli FB jest siłą wyjściową, a FA jest siłą wejściową, to przewaga mechaniczna MA jest dana przez stosunek siły wyjściowej do siły wejściowej.
{\displaystyle MA={\frac {F_{B}}{F_{A}}}.}

### Przekładnia zębata

Dwa zazębiające się koła zębate przenoszą ruch obrotowy. Przy różnej liczbie zębów między zębatkami wejściowymi i wyjściowymi można zwiększyć lub zmniejszyć moment obrotowy i prędkość.

Zespoły kół zębatych są zwykle tworzone przez wzajemne połączenie dwóch lub więcej kół zębatych na ramie w celu utworzenia przekładni. Może to zapewnić przesunięcie (ruch liniowy) lub obrót, jak również mechaniczną zmianę przemieszczenia, prędkości, przyspieszenia, kierunku i momentu obrotowego w zależności od rodzaju zastosowanych kół zębatych, konfiguracji przekładni i przełożenia.
Przewaga mechaniczna przekładni jest dana przez stosunek momentu wyjściowego {\displaystyle T_{B}} i momentu wejściowego {\displaystyle T_{A},} który jest jednocześnie takim samym stosunkiem liczby zębów koła zębatego wyjściowego {\displaystyle N_{B}} i liczby zębów koła zębatego wejściowego {\displaystyle N_{A}.}
{\displaystyle MA={\frac {T_{B}}{T_{A}}}={\frac {N_{B}}{N_{A}}}.}
Dlatego moment obrotowy może zostać wzmocniony, jeśli liczba zębów przekładni wyjściowej jest większa niż liczba zębów przekładni wejściowej.
Stosunek liczby zębów kół zębatych jest również związany z prędkościami kół zębatych ωA i ωB w następujący sposób.
{\displaystyle {\frac {T_{A}}{T_{B}}}={\frac {\omega _{B}}{\omega _{A}}}.}
Dlatego, jeśli liczba zębów koła zębatego wyjściowego jest mniejsza niż wejściowego, prędkość wyjściowa ulega wzmocnieniu.

### Inne
Wymienione wyżej wielkości mechaniczne mogą być wzmacniane i/lub przekształcane poprzez kombinację powyższych lub innych iteracji systemów transmisji mechanicznej, takich jak korby, krzywki, wzmacniacze momentu obrotowego, podnośniki hydrauliczne, komparatory mechaniczne, takie jak Johansson Mikrokator i wiele innych.